# Aleix Alcaraz
Aleix Alcaraz Roig (Tarrasa, 26 de junio de 1990) es un expiloto español de automovilismo. Desde 2012 trabaja como piloto probador y de desarrollo de la marca surcoreana Hankook Tire, con sede en Alemania (Hannover) donde se encuentra su European Technical Center.

## Trayectoria

### Karting
Comenzó su carrera en el año 1998, corriendo en categoría alevín. En el año 2001, ya en categoría cadete, quedó subcampeón de Cataluña, 3.º en el campeonato de España y 1.º en la Copa de Campeones del Vendrell. En el año 2002, en categoría júnior quedó 5.º en el Campeonato de Cataluña, 6.º en el de España y 5.º en la Copa de Campeones Vendrell. En 2003, quedó 3.º en el Campeonato de Cataluña Júnior y 5.º en el de España, y debutó en carreras internacionales. Al año siguiente, participó en varios campeonatos, destacando la obtención del 4.º puesto en el Campeonato de España, el 3.º en el de Cataluña y el 2.º en la Copa de Campeones de karting. En 2005 empieza a ser becado por el Programa de Jóvenes Pilotos del Circuit de Catalunya y queda primero en el Campeonato de España Júnior, 6.º en el Europeo y 9.º en el Asia-Pacífico en categoría ICA, en Suzuka (Japón). En 2006, quedó 4.º en el Campeonato de España ICA. En las pruebas del mundial de la misma categoría, quedó 8.º en Alemania, 5.º en Francia y 3.º en Italia.

### Fórmulas
A finales de 2006 dio el salto a los monoplazas, compitiendo en penúltima ronda del Campeonato de España de F3 y en las Winter Series Formula Renault 2.0 Italiana en el circuito de Vallelunga, donde acabó séptimo en la clasificación general al término de las 4 carreras disputadas. En 2007, participó en el Campeonato italiano de fórmula Renault 2.0, quedando 8.º en Vallelunga, 9.º en Valencia, 10.º en Spa, 7.º en Hungaroring, 10.º en Zolder y 9.º en Estoril, acabando en el lugar 17 al final de temporada. También participó en el campeonato Eurocup Formula Renault 2.0, donde consiguió la 19.ª plaza en la clasificación general, siendo uno de los novatos más consistentes provenientes del karting. 
En 2008 participó en las World Series by Renault 3.5 con el equipo italiano RC Motorsport, aunque a mitad de temporada tuvo que cambiar de estructura debido a los desacuerdos con los italianos y la falta de evolución y rendimiento del monoplaza. Así que recaló en el equipo español Pons Racing, con el cual ya realizó los tests de pretemporada. A partir del cambio de equipo el rumbo fue mejorando y terminó la temporada siendo el piloto más joven en puntuar en dicho campeonato.

## Resumen de trayectoria
| Temporada | Series                                       | Escudería                   | Carreras | Victorias | Poles | VR | Podios | Puntos   | Pos.     |
| --------- | -------------------------------------------- | --------------------------- | -------- | --------- | ----- | -- | ------ | -------- | -------- |
| 2006      | Campeonato de España de F3                   | RSC Sport                   | 2        | 0         | 0     | 0  | 0      | Invitado | Invitado |
| 2006      | Eurocopa de Fórmula Renault 2.0              | RSC Sport                   | 2        | 0         | 0     | 0  | 0      | Invitado | Invitado |
| 2006      | Fórmula Renault 2.0 Italiana – Winter Series | Cram Competition            | 4        | 0         | 0     | 0  | 0      | 60       | 7.º      |
| 2007      | Eurocopa de Fórmula Renault 2.0              | Petrom District Racing AP   | 14       | 0         | 0     | 0  | 0      | 7        | 19.º     |
| 2007      | Fórmula Renault 2.0 Italiana                 | Petrom District Racing AP   | 12       | 0         | 0     | 0  | 0      | 61       | 17.º     |
| 2008      | Fórmula Renault 3.5 Series                   | RC Motorsport / Pons Racing | 17       | 0         | 0     | 0  | 0      | 5        | 27.º     |
| Fuente:   |                                              |                             |          |           |       |    |        |          |          |